# Plamondon (métro de Montréal)
Pour les articles homonymes, voir Plamondon.
Plamondon est une station de la ligne orange du métro de Montréal. Elle est située, sur les avenues Plamondon et Victoria, dans l'arrondissement de Côte-des-Neiges–Notre-Dame-de-Grâce à Montréal, province de Québec au Canada.
Elle est mise en service en 1982, lors d'un prolongement de la ligne.

## Situation sur le réseau

Plan du métro en 2021

Établie en souterrain, Plamondon est une station de la ligne orange du métro de Montréal, située entre la station Namur, en direction de la station terminus Côte-Vertu, et Côte-Sainte-Catherine, en direction de la station terminus Montmorency.

## Histoire
La station Plamondon, établie en souterrain à 23,8 mètres de profondeur, est mise en service le 29 juin 1982, lors de l'ouverture à l'exploitation du prolongement de Côte-Sainte-Catherine à Plamondon de la ligne orange du métro de Montréal. Elle est due à l'architecte Patrice Gauthier du Bureau de transport métropolitain. Elle est alors le terminus ouest de la ligne orange, prenant la relève de la station Côte-Sainte-Catherine. Elle doit son nom en référence à l'avenue Plamondon, dénommée ainsi par la ville de Montréal le 29 mai 1911, sans précision sur l'origine de ce choix. Néanmoins un archiviste de la ville, après des recherches effectuées en 1947, arrive à la conclusion que l'origine de ce nom peut être en référence au peintre Antoine Plamondon (1804-1895), ou  à l'artiste lyrique Rodolphe Plamondon (de) (1875-1940),.
En 1984, elle devient une simple station de passage lors de la mise en service d'une nouvelle section qui se termine à Du Collège, la nouvelle station terminus de la ligne.
Durant l'année 2020, la station a compté 2 051 807 entrants

## Services aux voyageurs

### Accès et accueil
Elle dispose de deux édicules d'accès : Édicule A, 4811 avenue Plamondon et Édicule B, 6250 avenue Victoria.
L'édicule A comporte deux sorties: Une vers la Rue Plamondon et une vers la Rue Barclay.
L'édicule B comporte deux sorties: Une vers la Rue Victoria et la dernière vers la Rue Van Horne. Une station de BIXI, un système de vélo en libre-service se trouve à proximité sur la rue De Kent.

Installations
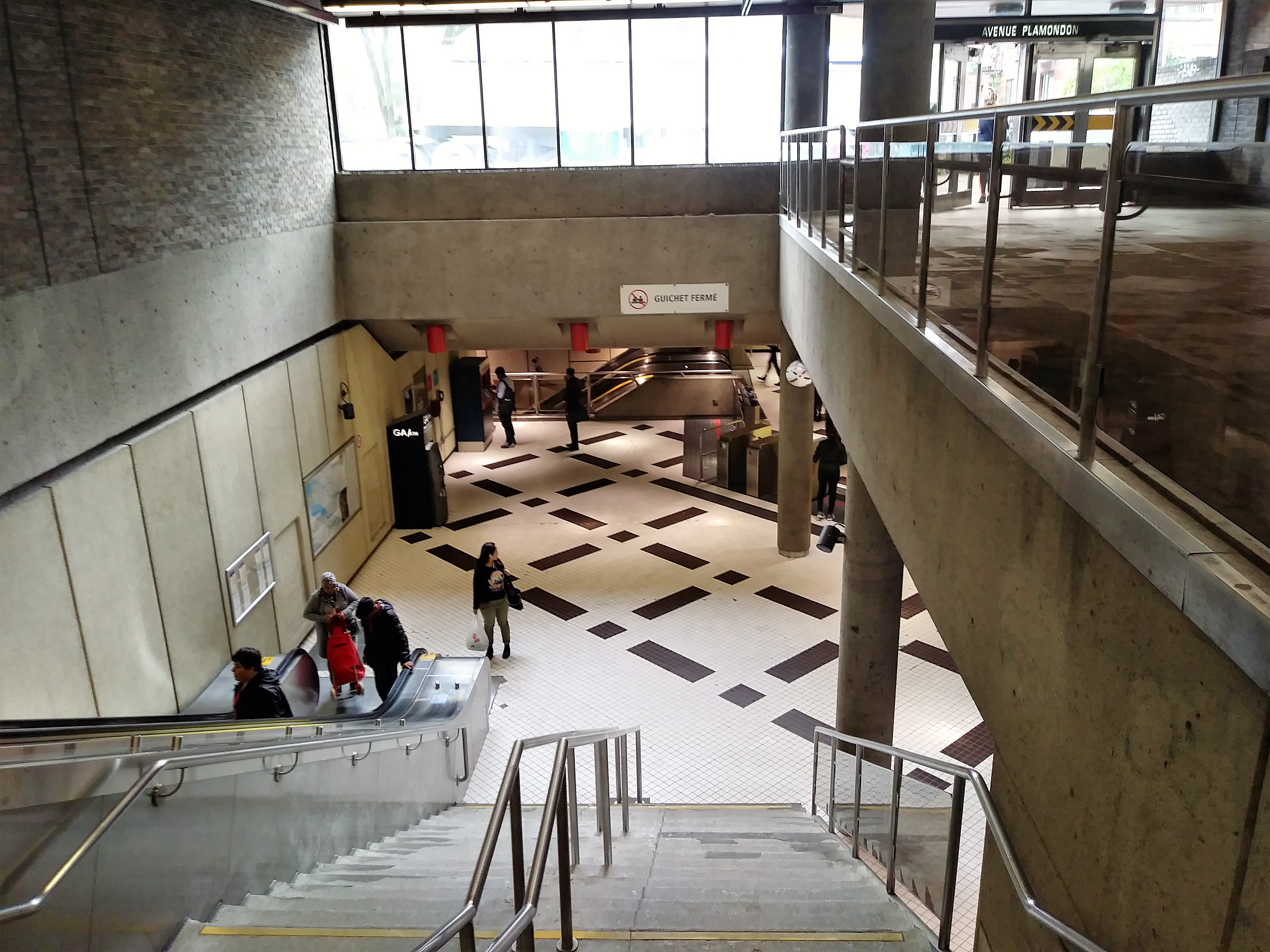
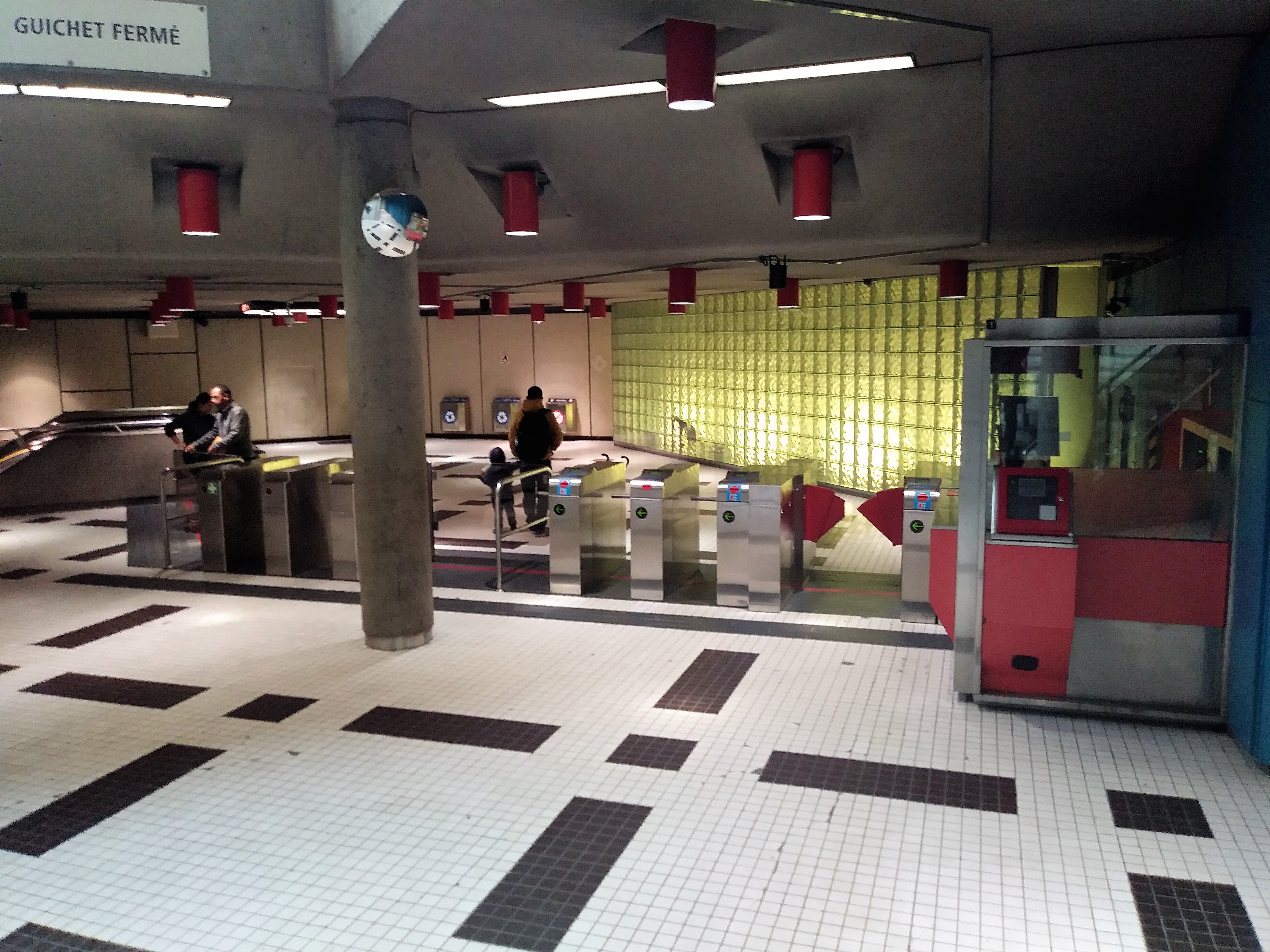
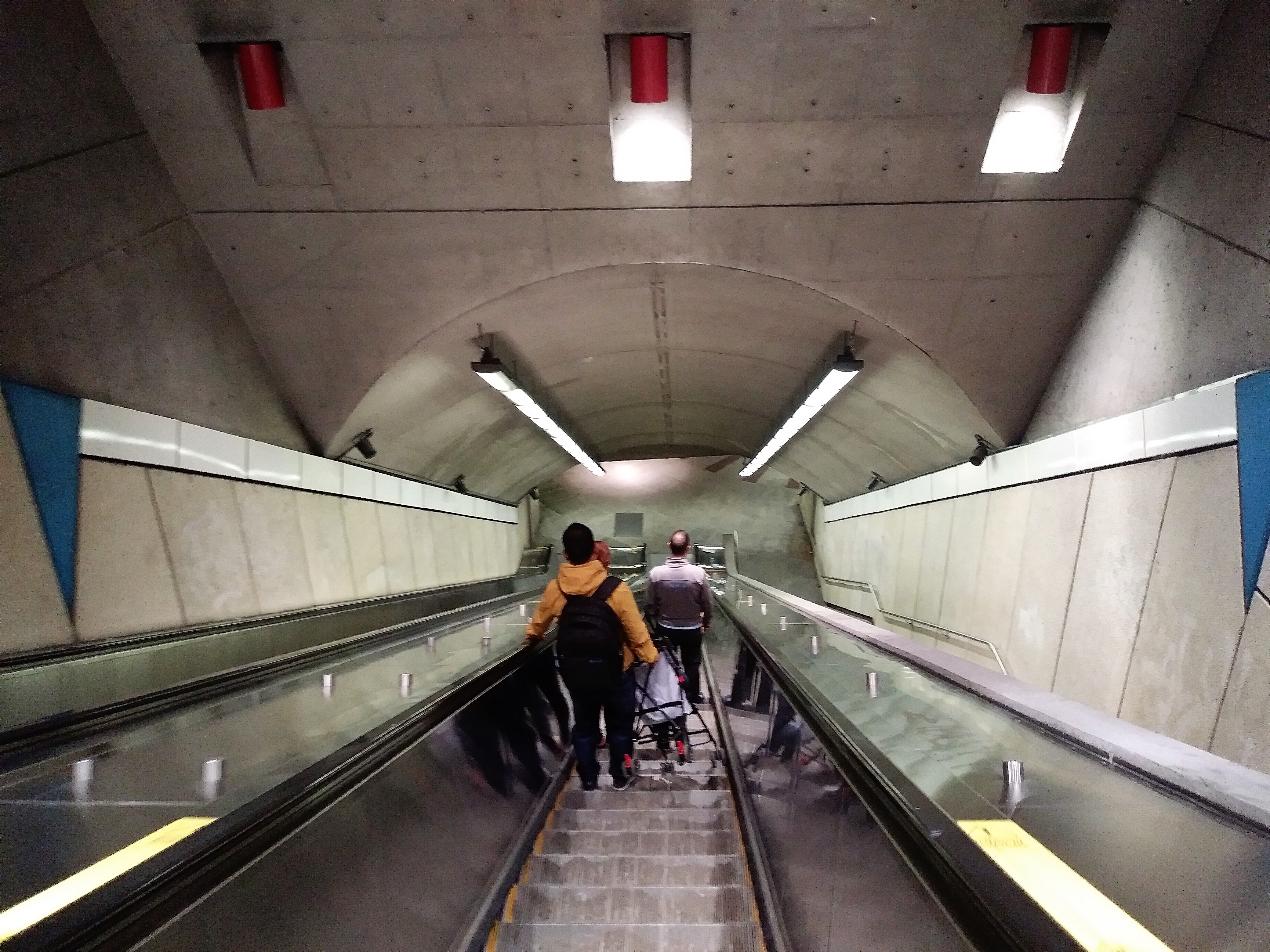

### Desserte
Plamondon est desservie : en direction de Montmorency, tous les jours à partir de 5h35, jusqu'à 0h35, semaine et dimanche, et 1h05 les samedis ; en direction de Côte-Vertu, tous les jours à partir de 6h01, jusqu'à 1h15, semaine et dimanche, et 1h45 les samedis. En semaine, les rames sont espacées de 3 à 5 minutes aux heures de pointe et de 4 à 10 minutes durant les heures creuses. En fin de semaine la fréquence de passage des rames est toutes les 6 à 12 minutes.

Installations et desserte
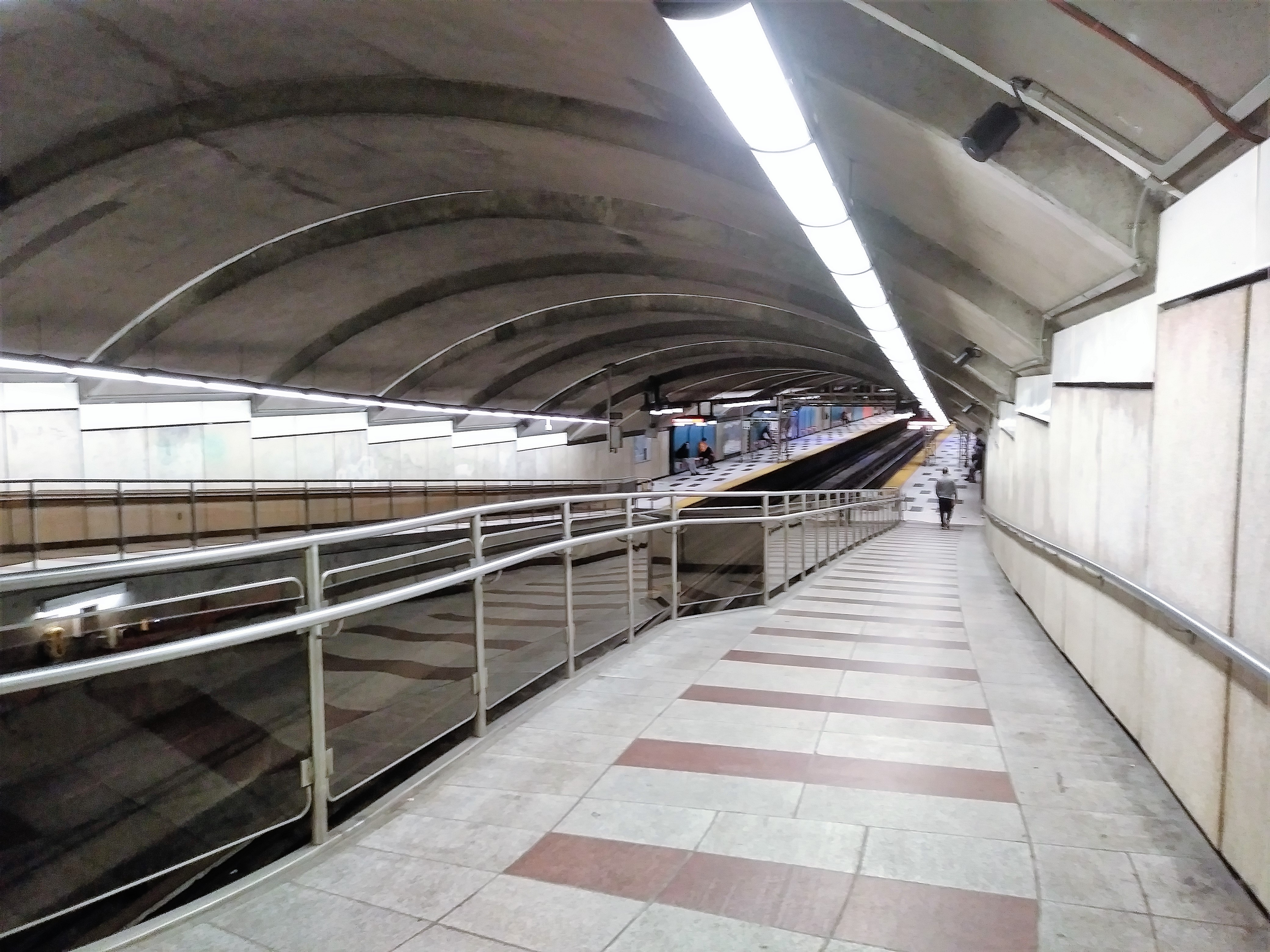
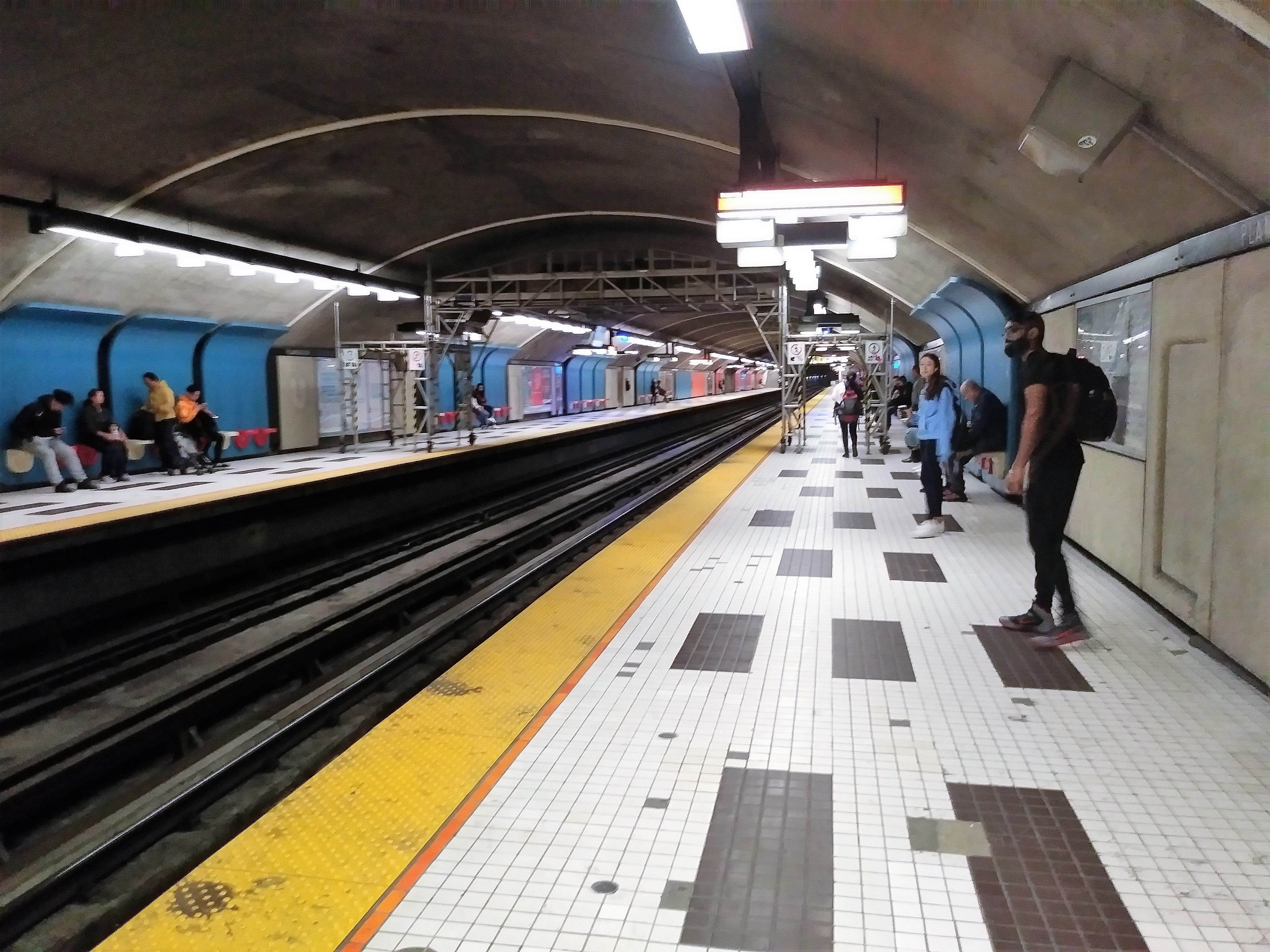
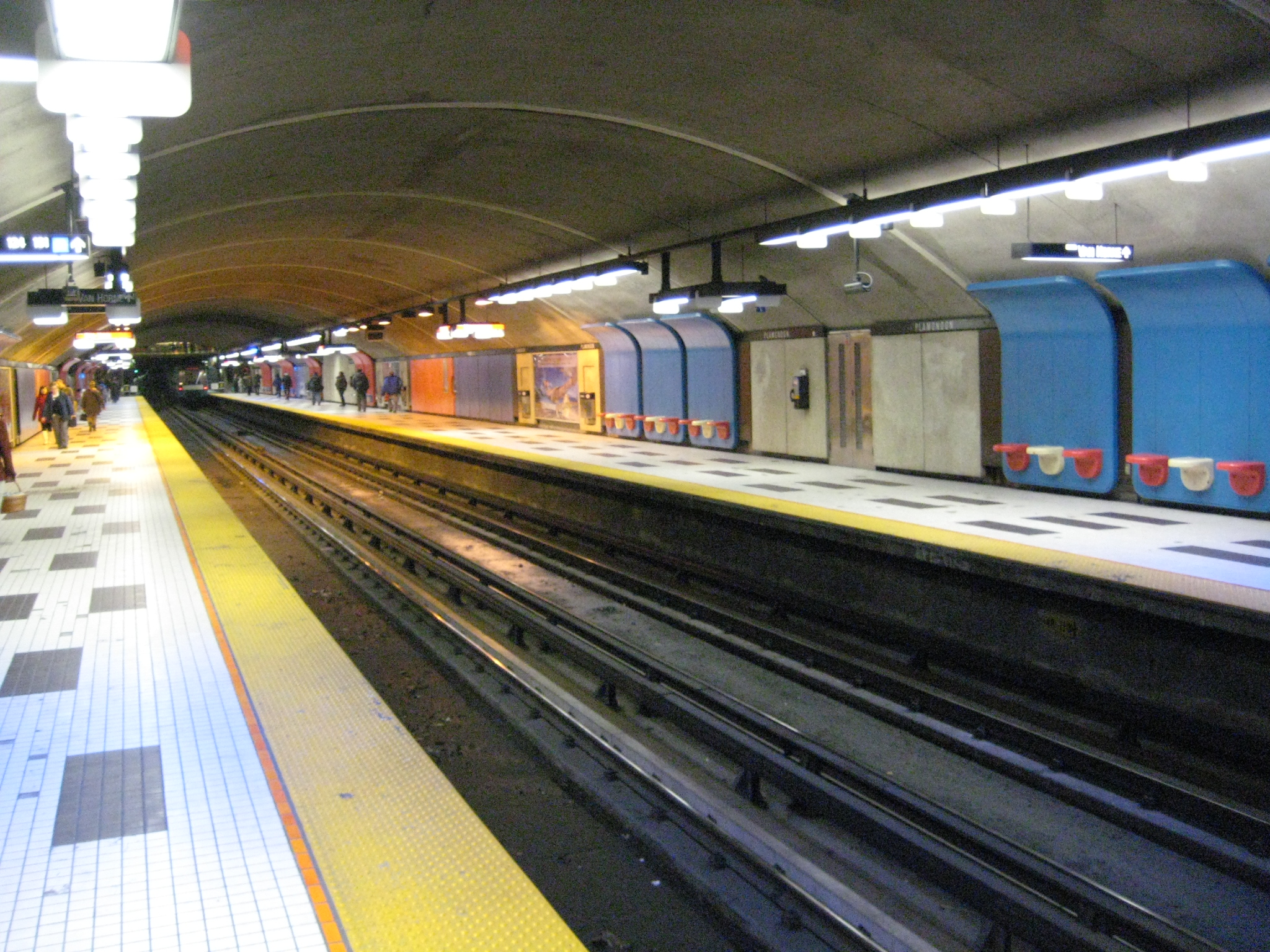

### Intermodalité
La station dispose de 39 places de stationnement extérieures pour les vélos. Elle est desservie par des bus des lignes : 124, 160 et 161 en journée ; 368 et 370 en service de nuit.

## À proximité
- Aréna Bill-Durnan
- Centre commercial Van Horne
- Parc Nelson Mandela
- Académie Shadd
- École St-Pascal Baylon
- École Coronation
- École Northmount
- Collège rabbinique du Canada